# Boissy-en-Drouais
Boissy-en-Drouais település Franciaországban, Eure-et-Loir megyében. Lakosainak száma 229 fő (2022. január 1.). Boissy-en-Drouais Châtaincourt községgel határos.

## Népesség
A település népességének változása:
| Lakosok száma | 109  | 153  | 204  | 242  | 204  | 195  | 210  | 224  | 228  | 229  |
|               | 1968 | 1982 | 1990 | 2006 | 2013 | 2015 | 2017 | 2019 | 2020 | 2022 |